# Hymenodora gracilis
Hymenodora gracilis    är en kräftdjursart som beskrevs av Sidney Irving Smith 1886. Hymenodora gracilis ingår i släktet Hymenodora och familjen Oplophoridae.  Inga underarter finns listade i Catalogue of Life.